# NEWS WEB
『NEWS WEB』（ニュース・ウェブ）是日本放送協會NHK綜合頻道自2013年4月1日開始播出的觀眾參加型新聞節目。播出時間是週一至週五的23:30 - 24:00（JST）。其前身是於2012年4月2日（就準確日期來說是同年4月3日），在週一至週五24:00 - 24:25時播出的『NEWS WEB 24』。該節目是NHK在23點播出的第六個帶狀節目。節目每期邀請精通網上世界動態的嘉賓，並在節目中介紹觀眾通過Twitter發送的留言。該節目將在2016年4月之後由News Check11接替。

## 外部連結
- NHK NEWS WEB*（页面存档备份，存于）
- NEWS WEB24 - NHK放送史（日本放送协会）（日語）

- NEWS WEB - NHK放送史（日本放送协会）（日語）